# Martin Folkes

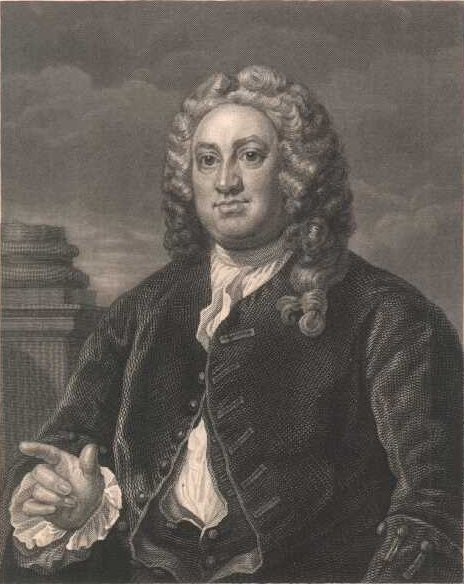
Martin Folkes, Radierung von William Hogarth (1697–1764)

Martin Folkes (* 29. Oktober 1690 in London; † 28. Juni 1754) war ein englischer Mathematiker und Numismatiker sowie von 1741 bis 1753 Präsident der Royal Society.

## Leben
Folkes studierte an der Saumur University und dem Clare College der Universität Cambridge Mathematik und wurde bereits im Alter von 23 Jahren als Fellow in die Royal Society aufgenommen. Im Jahr 1716 wurde er gewählt und 1723 von Isaac Newton zu einem der Vizepräsidenten ernannt. Nach dem Tode Newtons war er auch einer der Kandidaten für das Präsidentschaftsamt, wurde aber zunächst von Hans Sloane geschlagen, dem er jedoch von 1741 bis 1753 als Präsident der Royal Society im Amt nachfolgte. 1742 wurde er Mitglied (associé étranger) der Académie des sciences in Paris, 1745 wurde er Ehrenmitglied der Königlich Dänischen Akademie der Wissenschaften. 1746 erhielt von den Universitäten Oxford und Cambridge die Ehrendoktorwürde verliehen und wurde auswärtiges Mitglied der Preußischen Akademie der Wissenschaften.
1733 reiste er durch Italien und verfasste während dessen sein Werk Dissertations on the weights and Values of Ancient Coins (dt.: Abhandlung über Gewichte und Werte von Münzen des Altertums). Vor der Gesellschaft der Antiquare, deren Vorsitzender er später von 1749 bis 1754 wurde, trug er 1736 aus seinen Werken Observations on the Trojan and Antonine Pillars at Rome (dt.: Untersuchung trojanischer und Antonischer Säulen in Rom) und Table of English Gold Coins from the 18th Year of King Edward III (dt.: Tabelle der englischen Goldmünzen aus dem 18. Regierungsjahr Edward III.) vor. Dieses letzte Werk veröffentlichte er 1745 zusammen mit einem Werk über Silbermünzen. Beide Werke gingen später in den Besitz der Gesellschaft der Antiquare über, Werke über römische Antiquitäten überließ er der Royal Society. 1739 wurde er einer der Mitbegründer und Vizepräsidenten des Londoner Foundling Hospitals für verlassene Kinder, dieses Amt nahm er bis 1747 wahr. 
1714 heiratete Folkes die Schauspielerin Lucretia Bradshaw, die am Haymarket und an der Drury Lane auftrat (siehe auch Nichols’ Lit. Anecdot. ii. 5 78-598).
Zu Sir John Hills Angriff auf Folkes (Review of the Works of the Royal Soc., 1751), siehe auch D’Israeli, Calamities and Quarrels of Authors (1860), pp. 364–366.

## Werke
- Martin Folkes;  John Ward;  Andrew Gifford; Society of Antiquaries of London: Tables of English silver and gold coins (First published by Martin Folkes, Esq; and now re-printed, with plates and explanations, by the Society of Antiquaries). London 1763